# Omicidio di Bridget Cleary
L'omicidio di Bridget Cleary è un caso di cronaca avvenuto il 15 marzo 1895, in Irlanda. La donna fu brutalmente uccisa dal marito con l'assistenza di altre persone; l'uomo era convinto che la donna fosse stata rapita dalle "fate" e sostituita da un mutaforma. La natura raccapricciante del caso suscitò un'ampia copertura da parte della stampa e il processo venne seguito dai giornali di tutta l'Irlanda.

## Contesto
Bridget Boland nacque il 19 febbraio 1869 a Ballyvadlea, nella contea irlandese di Tipperary. A diciotto anni sposò Michael Cleary il 6 agosto 1887 nella chiesa cattolica romana di Drangan. La coppia si era incontrata all'inizio dello stesso mese a Clonmel, dove lui lavorava come bottaio e lei come apprendista sarta. Al momento dell'omicidio, dopo otto anni di matrimonio, la coppia non aveva avuto figli.
In seguito alle nozze, Bridget tornò a Ballyvadlea dai suoi genitori mentre Michael continuò il suo lavoro da bottaio a Clonmel. Durante il periodo di separazione, l'indipendenza della donna crebbe, dal momento che autogestiva delle galline e vendeva le uova ai vicini; inoltre, possedeva una macchina da cucire Singer (all'avanguardia per l'epoca) e faceva la sarta e modista, sebbene fosse insolito, allora, che una donna lavorasse. Dopo la morte della madre di Bridget, lei e il marito dovettero occuparsi dell'anziano padre, Patrick Boland. La coppia si assicurò una casa riservata ai braccianti e acquistarono la residenza migliore del villaggio grazie al precedente lavoro di Patrick come operaio. L'abitazione era rimasta invenduta fino ad allora in quanto si supponeva costruita sul sito di un presunto anello delle fate.

## L'omicidio
Nel marzo 1895, fu denunciata la scomparsa di Bridget. Era malata da diversi giorni, presumibilmente di bronchite. A più di una settimana dall'inizio del suo malessere, il 13 marzo 1895, un medico la visitò a casa sua e ritenne le sue condizioni così gravi da far chiamare un prete per l'estrema unzione. Molti amici e familiari di Bridget la assistettero nei due giorni seguenti, somministrandole una serie di rimedi casalinghi, tra cui un rituale che anticipò la sua morte: Patrick e Michael la accusarono di essere una "fata" mutaforma che aveva sostituito la vera Bridget, quindi le gettarono addosso dell'urina e la portarono davanti a un camino per scacciare la fata.
Il 15 marzo, come su richiesta del medico, Michael chiamò in casa il sacerdote padre Ryan, che trovò Bridget viva ma agitata. Michael disse al sacerdote che non aveva dato a sua moglie la medicina prescritta dal dottore perché non si fidava. Secondo Ryan, "Cleary poi disse: 'Le persone potrebbero avere qualche rimedio che potrebbe fare più bene della medicina del medico', o qualcosa in tal senso". A Bridget fu data la comunione e Ryan se ne andò. Più tardi, vicini e parenti vari tornarono a casa Cleary e avviarono una discussione coinvolgente la mitologia delle fate.
A un certo punto, Bridget disse a Michael che l'unica persona che era andata con le fate era stata sua madre. Michael tentò di alimentare forzatamente sua moglie, gettandola a terra davanti al camino della cucina e minacciandola con un pezzo di legno ardente. La camicia della donna prese fuoco e Michael alimentò le fiamme gettandole addosso del cherosene, davanti a numerosi testimoni. L'uomo impedì loro di intervenire, insistendo sul fatto che Bridget fosse stata rapita dalle fate una settimana prima e che quella che stava bruciando era un mutaforma che ne aveva prese le sembianze, affermando che avrebbe riportato Bridget indietro.
Entro il 16 marzo, iniziarono a circolare delle voci per la quale Bridget fosse scomparsa e la polizia avviò le indagini. Si dice che Michael sostenesse che la moglie fosse stata rapita dalle fate e che stava tenendo una veglia. La settimana successiva, furono raccolte le testimonianze di diversi testimoni; quando il cadavere bruciato della donna fu ritrovato in una fossa poco profonda il 22 marzo, nove persone erano state accusate della sua scomparsa, incluso Michael. L'autopsia affermò che Bridget fosse morta per le ferite da ustione devastanti.

## Il processo
Le udienze legali si svolsero dal 1 al 6 aprile 1895. In tale fase, una decima persona venne accusata e una delle nove originarie fu assolta, mantenendo nove imputati rinviati a giudizio. La sessione del tribunale iniziò il 3 luglio e il gran giurì incriminò cinque degli imputati per omicidio: Michael Cleary, Patrick Boland, Mary Kennedy, James Kennedy e Patrick Kennedy, con l'accusa di "ferimenti" inflitti alla vittima. Il caso passò al processo.
Le prove ricostruirono quanto accaduto il 15 marzo; come parte del processo, la giuria fu condotta al magazzino dove era stato portato il corpo di Bridget e le fu offerta la possibilità di vedere le condizioni del cadavere per assicurarsi dell'entità delle ferite e dell'identità di Bridget. Ciò convinse la giuria che la donna dovesse aver sofferto orribilmente prima di morire.
Le accuse contro un coimputato, William Ahearn, furono ritirate. Altri tre - John Dunne, Michael Kennedy e William Kennedy - furono condannati per "ferimento". Mary Kennedy fu rilasciata a causa della salute cagionevole dovuta all'età, mentre furono condannati ai lavori forzati Patrick Kennedy (cinque anni), Michael Kennedy (sei mesi), James e William Kennedy (diciotto mesi), Patrick Boland (sei mesi) e John Dunne (tre anni).
Michael Cleary venne riconosciuto colpevole di omicidio colposo e condannato a vent'anni di lavori forzati, quindici dei quali in prigione. Uscì dalla prigione di Maryborough (ora Portlaoise) il 28 aprile 1910 e si trasferì nella città inglese di Liverpool, dalla quale emigrò in Canada nel luglio dello stesso anno. Il 14 ottobre 1910, una lettera bordata di nero fu inviata dall'ufficio del Segretario di Stato al sottosegretario, in cui si affermava che Michael era emigrato a Montreal il 30 giugno.

## Reazione del pubblico e conseguenze
La morte di Bridget e la pubblicità che circondò il processo vennero considerate politicamente significative all'epoca. L'home rule irlandese era una questione politica attiva in Inghilterra; il Partito Liberale di William Ewart Gladstone salì al potere sulla base di una piattaforma di Home Rule, ma due anni prima aveva perso il suo ultimo disegno di legge del governo irlandese alla Camera dei Lord. La copertura mediatica del caso Cleary avvenne in un'atmosfera di dibattito sulla capacità del popolo irlandese di governarsi da solo e sono state espresse preoccupazioni sulla credulità e la superstizione dei cattolici rurali. Il medico legale che esaminò il cadavere di Bridget affermò che "tra gli Ottentotti non ci si aspetterebbe di sentire parlare di un simile evento". 
Lo scrittore E.F. Benson si interessò notevolmente al caso, pubblicando un commento accademico al riguardo, The Recent 'Witch-Burning at Clonmel', nell'influente periodico The Nineteenth Century nel giugno 1895, prima dell'inizio del processo. In esso, l'autore accetta l'argomentazione della difesa secondo cui le persone coinvolte nella morte di Bridget agirono con la genuina convinzione che fosse stata posseduta da uno spirito, non avessero intenzione di uccidere e stessero tentando di riportarla alla sua legittima sé. Benson cita un modello di credenze simili nelle "tribù selvagge", con esempi provenienti da varie società, e parla della "forza enorme che tali credenze esercitano sulle menti non istruite". Sottolinea che la porta della casa dei Cleary è stata lasciata aperta e non è stato fatto alcun tentativo per mantenere segrete le aggressioni a Bridget. "È inconcepibile che, se avessero voluto ucciderla, avrebbero lasciato la porta aperta, che avrebbero permesso che le loro grida attirassero i vicini, o che dieci persone fossero state ammesse ad assistere all'atto. Terribile e orribile. Stando così le cose, non possiamo chiamarlo omicidio volontario."  L'articolo si conclude con l'affermazione: "...se... hanno ucciso, ma non con l'intenzione di uccidere, tanto meno dovrebbe essere inflitta la pena estrema".
In retrospettiva, la morte di Bridget è stata popolarmente descritta come "l'ultima strega bruciata in Irlanda"  o come l'oggetto dell'ultimo dei processi per stregoneria, sebbene sia stato notato che Bridget non fu mai effettivamente descritta come una collaboratrice del Diavolo, cosa consueta con le streghe accusate; invece, si pensava che fosse stata sostituita da una fata cangiante.

## Analisi psicologica
H. O'Connell e PG Doyle (2006) hanno ipotizzato che l'omicidio potrebbe essere stato il risultato dello sviluppo di un breve disturbo psicotico da parte di Michael, manifestatosi come sindrome di Capgras, a causa dello stress dovuto alla gestione della malattia di Bridget. Questo divenne poi un caso di folie à plusieurs dopo aver convinto gli altri spettatori all'omicidio che Bridget era stata sostituita da una fata. È stata inoltre sollevata la possibilità che altri complici dell'omicidio avessero difficoltà di apprendimento che hanno permesso loro di convincersi della veridicità del delirio.

## Nella cultura di massa
- Una filastrocca irlandese recita: Are you a witch, or are you a fairy / Or are you the wife of Michael Cleary? ("Sei una strega, o sei una fata / O sei la moglie di Michael Cleary?").[9]
- Nel 1984, il gruppo rock irlandese Host pubblicò l'album Tryal, basato sulla storia di Bridget Cleary.
- The Burning of Bridget Cleary di Angela Bourke e The Cooper's Wife is Missing di Joan Hoff e Marian Yeates, entrambi pubblicati indipendentemente l'uno dall'altro nel 2000, sono resoconti storici del caso che tentano di contestualizzare l'omicidio con la credenza nelle fate in Irlanda durante il periodo.[9]
- Il podcast Lore ha dedicato uno dei suoi episodi ("Black Stockings", trasmesso il 25 luglio 2015) alla storia dell'omicidio di Bridget Cleary. Era uno dei sei episodi scelti per essere adattati a una serie TV. Bridget Cleary è stata interpretata da Holland Roden, mentre Michael è stato interpretato da Cathal Pendred.[10]
- The Hidden People (2016) è un romanzo storico fantasy e horror della scrittrice inglese Alison Littlewood, basato sulla storia di Cleary.[11]
- Gli eventi che circondano la morte di Bridget Cleary sono l'argomento della canzone "Changeling" del gruppo rock irlandese The Riptide Movement nel loro album del 2016 Ghosts.
- Margaret Perry ha scritto l'opera teatrale Porcelain (rappresentata per la prima volta all'Abbey Theatre, il 18 febbraio 2018) su Bridget Cleary ed è fortemente influenzata dal libro di Bourke, così come dalla teoria secondo cui Michael Cleary e gli altri autori soffrissero della Sindrome di Capgras e della Sindrome di Fregoli.
- Il libro del 2019 Dead Blondes and Bad Mothers parla di come Bridget Cleary è stata uccisa da suo marito.[12]
- Nel 2019, la cantautrice irlandese Maija Sofia ha pubblicato una canzone, "La moglie di Michael Cleary", come parte di un album sulle donne vittime di abusi.[13]
- Nel libro di Linwood Barclay "The Lie Maker", si fa riferimento a Bridget insieme ad altri due casi di mutaforma.
- Morbid: A True Crime Podcast ha pubblicato un episodio dedicato al caso, il 28 agosto 2023.